# People's Choice Awards 1989
La 15ª edizione dei People's Choice Awards, presentata da Michael Landon e Michele Lee, si è svolta il 23 agosto 1989 ed è stata trasmessa dalla CBS.
In seguito sono elencate le categorie. Il relativo vincitore è stato indicato in grassetto.

## Cinema

### Film drammatico preferito
- Rain Man - L'uomo della pioggia (Rain Man), regia di Barry Levinson

### Film commedia preferito
- Big, regia di Penny Marshall (ex aequo)
- I gemelli (Twins), regia di Ivan Reitman (ex aequo)

### Attore preferito in un film drammatico
- Dustin Hoffman – Rain Man - L'uomo della pioggia (Rain Man)
- Tom Cruise – Rain Man - L'uomo della pioggia (Rain Man)
- Bruce Willis – Trappola di cristallo (Die Hard)

### Attrice preferita in un film drammatico
- Meryl Streep
- Glenn Close
- Sigourney Weaver

### Attore preferito in un film commedia
- Eddie Murphy – Il principe cerca moglie (Coming to America)
- Danny DeVito – I gemelli (Twins)
- Tom Hanks – Big

### Attrice preferita in un film commedia
- Bette Midler
- Roseanne Barr
- Meryl Streep

### Film preferito di tutti i tempi
- Via col vento (Gone with the Wind, 1939), regia di Victor Fleming
- Casablanca (1942), regia di Michael Curtiz
- Il colore viola (The Color Purple, 1985), regia di Steven Spielberg
- Dirty Dancing - Balli proibiti (Dirty Dancing, 1987), regia di Emile Ardolino
- Il dottor Živago (Doctor Zhivago, 1965), regia di David Lean
- E.T. l'extra-terrestre (E.T. the Extra-Terrestrial, 1982), regia di Steven Spielberg
- Guerre stellari (Star Wars, 1977), regia di George Lucas
- Il principe cerca moglie (Coming to America, 1988), regia di John Landis
- Top Gun (1986), regia di Tony Scott
- Tutti insieme appassionatamente (The Sound of Music, 1965), regia di Robert Wise

## Televisione

### Serie televisiva drammatica preferita
- Avvocati a Los Angeles (L.A. Law)
- California (Knots Landing)
- La signora in giallo (Murder, She Wrote)

### Serie televisiva commedia preferita
- I Robinson (The Cosby Show)

### Miniserie o film per la televisione preferiti
- Ricordi di guerra (War and Remembrance), regia di Dan Curtis
- Elvis and Me, regia di Larry Peerce
- Favorite Son, regia di Jeff Bleckner

### Nuova serie televisiva drammatica preferita
- China Beach
- HeartBeat
- L'ispettore Tibbs (In the Heat of the Night)

### Nuova serie televisiva commedia preferita
- Pappa e ciccia (Roseanne)
- Blue Jeans (The Wonder Years)
- Murphy Brown

### Attore televisivo preferito
- Bill Cosby – I Robinson (The Cosby Show)
- Ted Danson – Cin cin (Cheers)
- Michael J. Fox – Casa Keaton (Family Ties)

### Attrice televisiva preferita
- Phylicia Rashād – I Robinson (The Cosby Show)
- Roseanne Barr – Pappa e ciccia (Roseanne)
- Cybill Shepherd – Moonlighting

### Attore preferito in una nuova serie televisiva
- John Goodman – Pappa e ciccia (Roseanne)
- Judd Hirsch – Caro John (Dear John)
- Fred Savage – Blue Jeans (The Wonder Years)

### Attrice preferita in una nuova serie televisiva
- Roseanne Barr – Pappa e ciccia (Roseanne)
- Candice Bergen – Murphy Brown
- Dana Delany – China Beach

### Giovane interprete televisivo/a preferito/a
- Kirk Cameron – Genitori in blue jeans (Growing Pains)
- Keshia Knight Pulliam – I Robinson (The Cosby Show)
- Malcolm-Jamal Warner – I Robinson (The Cosby Show)

### Programma televisivo preferito di tutti i tempi
- I Robinson (The Cosby Show)

## Musica

### Artista maschile preferito
- Randy Travis
- Michael Jackson
- George Michael

### Artista femminile preferita
- Whitney Houston
- Reba McEntire
- Barbra Streisand

### Video preferito
- Smooth Criminal (Michael Jackson), diretto da Colin Chilvers

## Altri premi

### Intrattenitore preferito
- Bill Cosby
- Tom Cruise
- Tom Selleck

### Intrattenitrice preferita
- Cher
- Bette Midler
- Meryl Streep